# Arevatsag
Arevatsag (en arménien Արևածագ ; jusqu'en 1978 Nerkin Uzunlar) est une communauté rurale du marz de Lorri en Arménie. En 2008, elle compte 737 habitants.